# Zakia Khudadadi
Zakia Khudadadi, även stavat Zakia Khodadadi (pashto: ذکیه خدادادی), född 29 september 1998, är en afghansk utövare av parataekwondo och även den första afghanska kvinnan att utöva taekwondo. Hon vann den afrikanska internationella tävlingen i parataekwondo år 2016 vid 18 års ålder och har representerat Afghanistan vid de paralympiska sommarspelen 2020. Hon nekades först att delta på grund av den pågående talibanoffensiven  men blev sedan evakuerad från Afghanistan och kunde därmed närvara som den första kvinnliga afghanska paralympiern på 17 år efter Mareena Karims deltagande vid de paralympiska sommarspelen 2004. Hon blev därmed även den första kvinnliga afghanska sportutövaren som deltog på ett internationellt evenemang efter talibanoffensiven.
Vid paralympiska sommarspelen 2024 i Paris ställde hon upp för det paralympiska flyktinglaget och tog brons i sin viktklass. Hon var också fanbärare för laget under avslutningsceremonin.